# زیرزمین (فیلم ۱۹۷۰)
«زیرزمین» (انگلیسی: Underground) یک فیلم است که در سال ۱۹۸۰ منتشر شد.